# Узбекистан
Узбекистан, официално Република Узбекистан (на узбекски: O‘zbekiston Respublikasi) е държава в Централна Азия. Тя е суверенна светска, единна конституционна република, която се състои от 12 провинции. Столицата на страната е Ташкент. Узбекистан е член на ОНД, ОССЕ, ООН и ШОС.
Узбекистан има изход на Аралско море, обаче е една от двете двойно отделени страни в света (заедно с Лихтенщайн), при които за достъп до Световния океан е необходимо да се пресече територията на 2 държави: всички съседни страни също нямат достъп до Световния океан. Те са 5 държави: Казахстан – на север; Киргизстан – на североизток; Таджикистан – на югоизток; Афганистан – на юг и Туркменистан – на югозапад.

## География
Узбекистан се намира в Централна Азия.
Климатът в Узбекистан е континентален, с минимални годишни валежи (100 – 200 mm). Средната лятна максимална температура е 40 °C, докато средната минимална температура през зимата е около −23 °C. Природата на страната е разнообразна. Узбекистан е сеизмична зона. Известни земетресения, станали в страната, са: земетресението в Андижан през 1902 г., земетресението във Фергана през 2011 г. и земетресението в Ташкент през 1966 г.
В значителна степен, като следствие от стопанското ѝ използване, почти цялата територия на Узбекистан е суха и слабо водоснабдена. Същевременно някои пустинни и полупустинни в миналото части са преобразувани в земеделски земи – например т.нар. Гладна степ. В страната са изградени и много изкуствени езера, канали и язовири, които способстват икономическото ѝ развитие, но същевременно водят до постепенно намаляване на оттока на реките ѝ. В Узбекистан има (или е имало) и много естествени езера, както и ледници. Най-плодородната част на Узбекистан е във Ферганската котоловина.
В началото на XXI век нито една от реките в Узбекистан не води до езерото, известно като Аралско море, а то самото е безотточно и почти пресъхнало. Въпреки че за двете главни реки на Узбекистан е донякъде вярно, че те се вливат в Аралско море, фактически това не е така. Амударя приключва на известно разстояние южно от бреговете на най-голямата от оцелелите му части и много рядко част от водите ѝ достигат до самите тях. Сърдаря се разлива и отчасти се влива в една от по-малките и отдалечени от главната оцелели от морето части, известна като Малко Аралско море (или само – Малко море). Останалите реки в Узбекистан принадлежат към водосборните басейни на Амударя и Сърдаря, но само част от тях се вливат в тези реки.
Населените места са съсредоточени по поречията на реките и в по-добре водоснабдените области. Под 10% от територията на страната се обработва интензивно с поливни площи в речни долини и оазиси, другата част е заета от планини и пустинни области, принадлежащи към пустинята Къзълкум. В миналото Аралско море е имало притоци и е било четвъртото по големина вътрешно море на Земята, поддържащо по-висока влажност на въздуха и почвите в региона. През втората половина на ХХ век то се свива до около 10% от предишната си площ и се разделя на части, като само южната част на тесния западен лоб на Южно Аралско море остава постоянно в Узбекистан. Голяма част от водата е била използвана и продължава да се използва за напояване на полета с памук. Това и прекаленото използване на пестициди и торове за отглеждането му увеличават замърсяването на почвата и засушаването ѝ. Високата соленост и замърсяване на почвите с тежки елементи са особено широко разпространени в Каракалпакстан, област в съседство с Аралско море.

## История
Територията на Узбекистан е център на много древни цивилизации.
Земите, в които е разположен Узбекистан, в Древността са част от иранско-говорещ район на Трансоксиана и Туран, населена с източно-иранските номади, известни като скити. Те основават царства в Хорезъм (VIII – VI в. пр. Хр.), Бактрия (VIII – VI в. пр. Хр.), Согдия (VIII – VI в. пр. Хр.), Фергана (III – VI в. пр. Хр.) и Маргиана (III – VI в. пр. Хр.).
През VI век пр.н.е. районът е включен в Ахеменидската империя (Древна Персия). През 327 пр.н.е. Александър Велики, по време на похода срещу персийския владетел Дарий III, го включва в състава на Македонската империя, след това е част от държавата Партия. По-късно той е под властта на Сасанидската империя.
Регионът е завзет от арабите през 7 век и в резултат на това – ислямизиран (за сметка на влиянието на зороастризма). По това време градове, като Самарканд, Хива и Бухара, започват да забогатяват благодарение на това, че Пътят на коприната минава през тях. След период на арабска власт, страната преминава под управлението на местните Саманиди. Те са персийска династия, която налага властта си над земите на днешен Узбекистан (819 – 1005).
В епохата на монголските нашествия (през XIII век) Средна Азия е опустошена, местните династии – отслабени или отстранени, а се засилва се тюркският елемент от населението. Град Шахрисабз (впоследствие – в Узбекистан; недалеч от град Самарканд) е родното място на военачалника Тимур (известен и като Тамерлан или Тимурленк – 1336 – 1405), който през XIV век основава Тимуридската империя и е обявен за Върховен емир на Туран със столицата си в Самарканд.
През XVI век земите в които е разположен Узбекистан са завладени от местна династия, наречена Шайбаниди, със столица Бухара. Тимуридите оставят богато културно наследство, високи научни и културни достижения – най-вече в градовете Самарканд и Херат. Впоследствие на мястото на държавата на Шайбанидите се установяват 3 отделни държави: Ханство Хива; Кокандско ханство и Бухарски емират. Постепенно регионът е присъединен към Руската империя (през XIX век). Руснаците завладяват земите на днешен Узбекистан в края на XIX век след светкавична победа на руската армия, предвождана от генерал Михаил Черняев. През 1884 година подчиняват първо Бухарското ханство и Ханство Хива, като ги правят васали, а след това и източните области на днешен Узбекистан, включително Ташкент. Завладените територии в Средна Азия са включени в състава на Руската империя и са организирани в Туркестанско генерал-губернаторство. През март 1876 руските войски завладяват и Кокандското ханство. Град Ташкент става политически център на Руски Туркестан.
През 1924 г., след национално определяне на границите е създадена местна съветска социалистическа република – Узбекска съветска социалистическа република (известна и под името Узбекистан), заменила по тези земи формираните преди това Туркестанската АССР, Бухарската народна република и на Хорземската народна република. През 1925 г. Узбекистан става част от СССР. След разпадането на обединението, страната обявява независимост като Република Узбекистан през 1991 г.

От 1990 до 2016 г. страната е управлявана от авторитарния президент Ислам Каримов. След смъртта му през 2016 г. втори президент на Узбекистан става Шавкат Мирзийоев (Shavkat Mirziyoyev). Отношенията със съседните държави Таджикистан, Киргизстан и Афганистан се подобряват драстично след идването му на власт. Той започва нов политически курс, наречен „Тиха революция и революция отгоре“. Той заявява, че възнамерява да премахне „робството на памука“ (да преустанови зависимостта на местната икономика от добива му), системното използване на детски труд, изходните визи, както и да въведе данъчна реформа, да създаде 4 нови свободни икономически зони и да амнистира някои политически затворници. Според организацията Amnesty International (в доклада ѝ относно правата на човека в страната за 2017/2018 г.) репресивни мерки, характерни за предходния режим, все пак не са преустановени – към онзи момент – от този на Мирзийоев, включително принудителният труд при събиране на памук и ограничения на движението на „освободените“ затворници. През 2021 г. Шавкат Мирзийоев е преизбран за президент на Узбекистан. 

## Политика

### Вътрешна политика
Темите за демокрацията, хуманизма и утвърждаването и защитата на човешките и гражданските права са широко застъпени в законодателството на Узбекистан, но практическото следване на тези норми от властите му е много оспорвано. Според неправителствени организации за правата на човека, като IHF, Human Rights Watch, Amnesty International, както и според Държавният департамент на САЩ и Съвета на Европейския съюз, Узбекистан е „авторитарна държава с ограничени граждански права“, която винят в „широкомащабно нарушение на почти всички основни човешки права“. Правителството категорично отхвърля обвиненията, които му се отправят, определяйки ги като инсинуации или като установяване на нормални (или поне – допустими), но неразбрани правилно практики и съответно – несправедливо упрекване за тях.
Според докладите засягащи спазването на човешките права, най-широко разпространените нарушения са мъчения, произволни арести и различни ограничения на свободите: на религията, на словото и печата, на свободата на сдружаване и събрания. Също така е съобщено, че принудителната стерилизация (кастрация) на селските узбекски жени е санкционирана от правителството. Според докладите нарушенията най-често са извършени срещу членове на религиозни организации, независими журналисти, активисти за правата на човека и политически активисти, включително членове на забранените опозиционни партии. Към 2015 г. докладите за нарушения на правата на човека в Узбекистан показват, че нарушенията продължават без никакво подобрение. Freedom House последователно класира през цялата ѝ независима история Узбекистан сред най-несвободните страни. В доклада за 2018 г. Узбекистан е една от 11-те най-малко съобразяващите се с политическите права и граждански свободи страни.
На 2 август 2005 г. президентът Ислам Каримов подписва указ, който отменя смъртното наказание в Узбекистан от 1 януари 2008 г. През 2005 г. неколкостотин души загиват в разразилите се граждански вълнения. Правителството на Узбекистан е обвинено в незаконно прекратяване на човешкия живот (убийства) и в отричане на свободата на събранията и свободата на изразяване на гражданите. Изразена е загриженост и е отправено искане за независимо разследване на събитията от страна на САЩ, Европейския съюз, ООН, действащия председател на ОССЕ и Бюрото за демократични институции и права на човека на ОССЕ.
Узбекистан също така поддържа втория по големина в света темп на съвременното робство – 3,97% от населението на страната, т.е. вероятно към 1,2 милиона съвременни роби. Твърди се, че правителството принуждава държавните служители да събират памук през есента и че въобще повечето от съвременните роби в тази страна работят в памучната индустрия. Заемите на Световната банка, отпускани на Узбекистан, са свързани с проекти, които използват детски труд и практики за принудителен труд в нея.

### Външна политика
Узбекистан е член на Организацията на обединените нации (ООН) (от 2 март 1992 г.), Евроатлантическия съвет за партньорство (ЕАСП), Партньорство за мир (PfP) и Организацията за сигурност и сътрудничество в Европа (ОССЕ). Той принадлежи към Организацията за ислямско сътрудничество (ОИК) и Организацията за икономическо сътрудничество (ECO – включваща петте централноазиатски държави, Азербайджан, Иран, Турция, Афганистан и Пакистан). През 1999 г. Узбекистан се присъедини към Алианса на ГУАМ (Грузия, Украйна, Азербайджан и Молдова), създаден през 1997 г. (превръщайки го в ГУУАМ), но се оттегля от организацията през 2005 г. Узбекистан участва в мироопазващите сили на ОНД в Таджикистан и в организирани от ООН групи, за да помогне за разрешаването на конфликтите в Таджикистан и в Афганистан, разглеждани от него като заплаха за собствената му стабилност. Същевременно страната се оттегля от системата за колективна сигурност на ОНД през 1999 г.
Узбекистан е член на Шанхайската организация за сътрудничество (ШОС) и е домакин на Регионалната структура за борба с тероризма на ШОС в Ташкент. Присъединява се към новата организация за сътрудничество в Централна Азия (CACO – Узбекистан, Таджикистан, Казахстан и Киргизстан) през 2002 г. Със същите държави участва и в Централноазиатския съюз.
Узбекистан е активен поддръжник на усилията на САЩ срещу световния тероризъм и се присъединява към коалициите, които се занимават с Афганистан и Ирак. Отношенията между Узбекистан и САЩ охладняват след т.нар. „Цветни революции“ в Грузия и Украйна (и в по-малка степен – в Киргизстан), а като реакция срещу призива за независимо международно разследване на кървавите събития в Андижан, отправен от САЩ, президентът Ислам Каримов пренасочва симпатиите си от тях към Русия и Китай. Впоследствие сред населението на Узбекистан се приема, че правителството ще запази твърдите си връзки с Руската федерация и е популярна теория, според която протестите в Узбекистан през 2004 – 2005 г. са насърчени от САЩ и Великобритания.
САЩ предоставят на Узбекистан 0,5 милиарда долара помощ (около 1/4 от военния му бюджет) през 2004 г., но правителството на Узбекистан ограничава американската военна употреба на военно-въздушната база в Карши-Ханабад (близо до границата с Узбекистан с Афганистан и предоставена им малко след събитията от 11 септември 2001 г.) за въздушни операции в съседен Афганистан. В края на юли 2005 г. правителството на Узбекистан нарежда на САЩ да я освободят (напуснат) в рамките на 180 дни.
През октомври 2006 г. се наблюдава спад в изолацията на Узбекистан от Запада и тенденция към облекчаване на наложените на страната икономически санкции. ЕС отправя делегация в Узбекистан, за да говори за правата на човека и свободите, след дълъг период на враждебни отношения между двете страни. Предния месец ЮНЕСКО връчва на Ислам Каримов награда за запазването на богатата култура и традиции на Узбекистан. През януари 2008 г. Лола Каримова-Тиляева е назначена за посланик на Узбекистан в ЮНЕСКО.Тя и екипът ѝ работят за повишаване на осведомеността на европейското общество за културното и историческото наследство на Узбекистан.

## Държавно устройство
Според Конституцията на Узбекистан страната е светска и демократическа държава.
Узбекистан е президентска република, в която президентът на Узебекистан е държавен глава и стои начело на правителството (но освен това има и министър-председател). Президентът се избира на всеобщи избори. Досега (2024 г.) страната е имала двама президенти – Ислам Каримов и Шавкат Мирзийоев.
Законодателната власт в страната се изпълнява от парламент (на узбекски:Oliy Majlis), който се състои от 2 камари – Сенат и Долна камара. Мандатът е установен на 5 години.
След като Узбекистан обявява своята независимост от Съветския съюз през 1991 г., са проведени избори, а Ислам Каримов е избран за първи президент на Узбекистан. Законодателната власт се упражнява тогава от държавен орган, наречен Върховен съвет. Първите избори за Оли Мажлис (парламент или Върховната асамблея) са проведени в съгласие с резолюция, приета от Върховния съвет през 1994 г. През същата година Върховният съвет е заменен от Оли Мажлис, който е еднокамерен (69 души).
През 2002 е проведен референдум, след който мандатът на Ислам Каримов е удължен с акт на парламента до декември 2007 г. Повечето международни наблюдатели отказват да участват в процеса и не признават резултатите, като ги отхвърлят като неотговарящи на основните им стандарти. Референдумът от 2002 г. включва и план за двукамарен парламент, състоящ се от Долна камара (известна по-късно отново като Оли Мажлис) и Горна камара (наричана Сенат). Членовете на Долната камара трябва да бъдат „пълноправни“ законодатели – те се избират директно от народа с всеобщи избори (отначало се състои от 120, после – от 150 депутати). Сенаторите се избират отчасти от президента, отчасти – от представители на местни съвети/парламенти, от фигури в местната власт и от депутатите в Долната камара, а като главен критерий се посочва техният авторитет в обществото; броят на сенаторите е 100 души. Сесиите на двете камари са съвместни.

Изборите за новия двукамарен парламент се състоят на 26 декември 2002 г. Вторите избори са проведени от декември 2004 г. до януари 2005 г. Третите – 27 декември 2009 г. 

## Административно деление
Узбекистан административно се дели на 12 области (вилояти; на узбекски: viloyatlar, в ед.ч. – viloyat), 1 автономна република* (respublika) и 1 град** (shahar):
1. град Ташкент**
2. Андижанска област
3. Бухарска област
4. Ферганска област
5. Джизакска област
6. Наманганска област
7. Навойска област
8. Кашкадаринска област
9. Самаркандска област
10. Сърдаринска област
11. Сурхандаринска област
12. Ташкентска област
13. Хорезъмска област
14. Република Каракалпакстан*

### Големи градове
- Ташкент (3 128 458 )[9]
- Самарканд (370 хил. ж.)
- Наманган (320 хил. ж.)
- Андижан (300 хил. ж.)
- Бухара (230 хил. ж.)
- Фергана
- Коканд
- Нукус.

## Култура
Узбекските национални традиции и ценности – етнически и морални – от древни времена са насочени към — запазване на семейството от разпад и деградация, уважение, почит и авторитет на по-старите поколения и гостоприемство към чужденците.
Културата на узбеките е ярка и оригинална, тя се е формирала в продължение на хиляди години и е попила традициите, обичаите на народите, населявали територията на съвременен Узбекистан в различни периоди. Древните перси, гърци, номадските тюркски племена, араби и руснаците са дали своя принос за нея. Традициите на многонационален Узбекистан са отразени в музиката, танците, живописа, приложните изкуства, езика, кухнята и облеклото. Узбекската култура е квинтесценция на културите на Централна Азия, но в същото време всеки регион на Узбекистан има свои уникални нюанси, които се проявяват най-ясно в националното облекло и местните диалекти.

### Обекти на световното наследство на ЮНЕСКО
Узбекистан има пет културни и два природни обекта в списъка на световното наследство на ЮНЕСКО. Културните обекти са:
- Ичан Кала (Хива), добавен през 1990 г
- Исторически център на Бухара, добавен през 1993 г.
- Исторически център на Шахрисабз, добавен през 2000 г.
- Самарканд – кръстопът на културите, добавен през 2001 г.
- Път на коприната Коридор Зарафшан-Каракум, добавен през 2023 г[10][11].

Природните обекти са:
- Западен Тяншан, добавен през 2016 г.
- Студени зимни пустини на Туран, добавени през 2023 г[12].

## Образование
Узбекистан има висок процент на грамотност: 99,9% от възрастните над 15-годишна възраст могат да четат и пишат. Тъй като обаче само 76% от населението под 15-годишна възраст в момента е в образование (и само 20% от децата на възраст 3–6 години посещават предучилищна), тази цифра може да намалее в бъдеще. Учениците посещават училище от понеделник до събота по време на учебната година, а официалното образование завършва в края на 11-ти клас. Според Агенцията за статистика на Узбекистан, броят на общообразователните институции в Узбекистан в началото на учебната 2022/2023 година е бил 10 522. В началото на учебната 2022/2023 година делът на момчетата от броя на учениците в средните общообразователни институции е бил 51,3%, докато делът на момичетата е бил 48,7%.
Публичните разходи за образование в Узбекистан през 2019 г. възлизат на 5,6% от БВП и 6,2% от БВП през 2021 г. През 2019 г. от общите разходи за образование правителството е изразходвало най-голям дял за средно образование (около 65%), предучилищно образование (21%), висше образование (10%) и средно специално образование (4%).
През 2023 г. УНИЦЕФ подкрепи правителството на Узбекистан в разработването на Пътна карта за образователна реформа, която има за цел да обедини усилията на правителството, партньорите за развитие, учителите, родителите, учениците и училищните общности за постигане на очертаните стратегически цели за трансформиращо качествено образование.

## Икономика

### Полезни изкопаеми и енергетика
Узбекистан има значителни запаси от полезни изкопаеми – природен газ и нефт (98 кондензатни и природни газови и 96 газокондензатни находища), въглища, злато, полиметални руди, мед, бисмут, волфрам, уран и др. Медните находища на Узбекистан се нареждат на 10-то място в света и е на 12-то място по находища на уран. Производството на уран в страната се нарежда на 7-мо място в световен мащаб.
Узбекистан заема 4-то място по големина на запаси на злато в света и е на 7-мо място в света по добива му. В страната работи и най-голямата златна мина в света. Добиват се по около 80 тона злато годишно.
С гигантските мощности за производство на електроенергия от съветската епоха и обширните доставки на природен газ, Узбекистан е най-големият ѝ производител в Централна Азия. Узбекската национална газова компания „Узбекнефтегаз“ е на 11-о място в света по производство на природен газ с годишна продукция от 60 до 70 милиарда m³. Най-големите корпорации, участващи в енергийния сектор на Узбекистан, са Китайската национална нефтогазова корпорация, Петронас, Корейската национална петролна корпорация, Газпром, Лукойл и Узбекнефтегаз.
Възобновяемата енергия представлява над 23% от енергийния сектор на страната, като водноелектрическата и слънчевата енергия са съответно 21,4% и 2%.

### Селско стопанство
В селското стопанство е заета 27% от работната сила на Узбекистан и то дава 17,4% от БВП (данни за 2012 г.). Обработваемата земя е 4,4 милиона хектара, или около 10% от общата площ на Узбекистан. Селското стопанство в Узбекистан е специализирано в производството на памук. Въпреки че развитието на сектора започва още по времето на Руската империя, пикът му е в съветската и постсъветската епоха, когато Узбекистан става основен производител и износител на памук. Узбекският памук намира широко приложение и дори се използва за производство на банкноти в Южна Корея, но в знак на протест, срещу използването на детски труд в страната няколко компании, включително Tesco, C&A, Marks & Spencer, Gap и H&M бойкотират износа му. Друг проблем, свързан с производството на памук в Узбекистан е отражението му върху природата на страната и региона, а именно значимата му роля в замърсяването и опустошаването на въздуха и водата там. По-голямата част от водните ресурси на страната се използват за земеделие, което представлява почти 84% от водоползването и допринася за високата соленост на почвите.
Отглеждат се и пшеница, ечемик, ориз, царевица, зеленчуци, плодове и грозде. Животновъдство – овце (каракул), едър рогат добитък, кози, птици и др. Развито е и бубарството, и отглеждането на животни с ценни кожи – норки, лисици и др.

### Развитие
След обявяването на независимост от Съветския съюз в Узбекистан тече процес на постепенно преминаване към пазарна икономика, като външнотърговската политика се основава на заместване на вноса. Към този момент и по-късно в страната работят предприятия на цветната металургия, химическата и нефтопреработвателната промишленост, машиностроене (главно машини и оборудване за аграрния сектор), лека промишленост – преработка на памук, хранително-вкусова промишленост и др. Въпреки че официалната безработица е много ниска, непълната заетост – особено в селските райони – всъщност е поне 20%. Изправено пред множество икономически предизвикателства, правителството приема стратегия за еволюционна реформа с акцент върху държавния контрол, намаляването на вноса и самозадоволяването с енергия. Стратегията за постепенна реформа включва отлагане на значителни макроикономически и структурни реформи. От 1994 г. нататък контролираните от държавата медии многократно провъзгласяват успеха на този „Узбекистан икономически модел“ и предполагат, че това е уникален пример за плавен преход към пазарна икономика, с който се избягват шок (т.е. т.нар. шокова терапия) и стагнация. Заедно с много държави от независимите държави или икономиките, включени в ОНД, икономиката на Узбекистан намалява през първите години на прехода и след това се възстановява след 1995 г., когато започва да се усеща кумулативният ефект от политическите реформи, нараствайки с 4% годишно между 1998 г. и 2003 г., а после и с до 7 – 8% годишно.
Според Economist Intelligence Unit „правителството е враждебно настроено към развитието на независим частен сектор, над който няма да има контрол“. Правителството на Узбекистан ограничава чуждестранния внос по много начини, включително високи вносни мита. Акцизните данъци се прилагат по силно дискриминационен начин за защита на местно произведените стоки. Официалните тарифи са комбинирани с неофициални, дискриминационни такси, които водят до общите такси в размер до 100 до 150% от действителната стойност на продукта, което прави вносните продукти практически недостъпни. Замяна на вноса е официално декларирана политика и съкращаването му се считан от правителството за положителен ефект от политиката му. Същевременно редица страни от ОНД са официално освободени от вносните мита в Узбекистан. Освен това и бюрокрацията и корупцията в държавата са на много високо ниво и това силно вреди на икономическия ѝ климат. Узбекистанският индекс за възприемане на корупцията за 2005 г. е 137-и от 159 държави, докато през 2007 г. Узбекистан е 175-о място от 179 страни. Докладът на Международната кризисна група от февруари 2006 г. показва, че приходите от ключовия износ, особено памука, златото, царевицата и газта, се разпределят сред много малък кръг на управляващия елит, с малка или никаква полза за населението като цяло, въпреки че БНД на глава от населението е сравнително висок (1900 щ.д. в текущи долари през 2013 г., което дава еквивалент на ПЧП от 3800 щ.д.). Икономическото производство е съсредоточено в стоки. През 2011 г. е седмият по големина производител в света и петият най-голям износител на памук, както и седмият по големина световен производител на злато. Той е и регионално значим производител на природен газ, въглища, мед, нефт, сребро и уран. В страната действа и местна стокова борса – Републиканската фондова борса (RSE). Многообразието на икономиката ѝ прави страната привлекателен икономически партньор за Китай, но Узбекистан има двустранен инвестиционен договор и с около 50 други държави. Въпреки това чуждестранните инвестиции години наред, в края на 20.ти и началото на 21. век, са сред най-ниските на глава от населението в ОНД. За това способстват и особеностите на местните финанси – висока инфлация в страната и трудна конвертируемост на валутата на Узбекистан. През септември 2017 г. валутата на страната (узбекистански сом) става напълно обръщаема в пазарните цени, а инфлацията постепенно се забавя през годините до постоянни стойности под 10%. Постепенно е натрупан и значителен валутен резерв, а перспективите пред икономиката на Узбекистан значително се подобряват.

## Население
Узбекистан е най-населената страна в Централна Азия. Населението ѝ е 27,7 млн. души (преброяване 2007 г.), което се равнява почти на половината население в региона. В Узбекистан около 34,1% от населението е на възраст под 14 г., което прави страната с преобладаващо младо население. Градско население – 42%. Грамотността е почти стопроцентова, а образованието – на относително високо ниво. Диаспора – към 3 млн. узбеки, главно в Таджикистан, Афганистан, Казахстан, Русия и Киргизстан.
Узбекистан има разнообразно културно наследство поради своята история и стратегическото си местоположение. В страната има голяма смесица от етноси и култури като узбеките са най-голямата група от населението. Основните религии са ислям (сунитската му форма) и православно християнство. Официален и най-разпространен език е узбекският, но се използват и руски (най-широко преподаваният втори език) и таджикски.
След разпада на Съветския съюз емиграцията на узбеки от различни негови краища към Узбекистан се засилва, както и тази на хора от други етноси – в посока на напускане на страната. В резултат делът на узбеките в населението ѝ с времето става все по-голям, достигайки до около 85%. Останалото население се състои от множество малцинства, сред които най-големи са тези на руснаците, казахите и таджиките. Сред другите малцинствени групи са: татари, каракалпакци, корейци, киргизи, украинци, туркмени, евреи, азербайджанци, уйгури. Във Ферганската долина живеят няколко хиляди българи, в по-голямата си част насилствено преселени след Втората световна война от Крим, Таврия и Бесарабия.

## Транспорт
Транспортът в Узбекистан играе много важна роля. Узбекистан има добре развита транспортна система, включваща железопътен, автомобилен и въздушен транспорт. Най-удобният начин за придвижване между градовете са високоскоростните влакове като Afrosiyob и Sharq, а в Ташкент има и метро. Територията на страната се характеризира със средна и висока гъстота на населението, изолация на промишлени и селскостопански центрове, развита транспортна система, която е важна за Узбекистан

### Железопътен транспорт
Железопътните линии на Узбекистан се управлява от държавната компания "O'zbekiston Temir Yo'llari" от 2022 г., а дължината на железниците в Узбекистан е 7400 километра. Трасето с дължина над 1300 километра е електрифицирано. Главната железопътна линия на Узбекистан е частта Транскаспийска железница, която свързва Ташкент с градовете, разположени на брега на реката Амударя. Узбекистан има железопътна връзка с всички околни съседни държави. Тези държави включват: Казахстан, Киргизстан, Туркменистан, Таджикистан и Афганистан.

### Високоскоростна железопътна линия
В момента високоскоростните железопътни линии в Узбекистан включват 600 км коловози и се експлоатират от оборудване Talgo 250. 600-километровата (373 мили) високоскоростна железопътна линия свързва Ташкент и Бухара, два големи града в Узбекистан. Линията пресича шест области: Ташкент, Сърдаря, Джизак, Самарканд, Навои и Бухара. Влаковете се движат ежедневно под марката Afrosiyob. Линията първоначално е свързвала Ташкент със Самарканд, но на 25 август 2016 г. е открито разширение до Бухара. Пътуването от 600 км (373 мили) от Ташкент до Бухара сега отнема 3 часа и 20 минути вместо 7 часа.

### Гражданска авиация
След обявяването на независимостта на Република Узбекистан, в съответствие с Указ на президента на Република Узбекистан от 28 януари 1992 г., Националната авиокомпания Uzbekistan Airways е създадена на базата на Департамента за гражданска авиация на Узбекистан, който е бил под юрисдикцията на бившето Министерство на Гражданската авиация на Съюза. Въздушният транспорт е един от водещите сектори на икономиката на Узбекистан, обслужващ развитието на международните, икономическите, дипломатическите и културните връзки на страната с външния свят. В Ташкент, Нукус, Самарканд, Бухара, Ургенч, Термез, Карши, Наманган, Фергана,  Навой има летища, оборудвани с модерно оборудване. Международно летище Ташкент е най-голямото международно летище в региона Централна Азия. Летищата в Бухара, Самарканд, Ургенч също имат международен статут. Националната авиокомпания Uzbekistan Airways редовно извършва 20 международни полета. 44 представителства са открити в градовете на Европа, Америка, Югоизточна Азия и ОНД. През годините на независимост правителството на Република Узбекистан е отпуснало 1 милиард 200 милиона долара на авиационната индустрия. Направени са инвестиции в размер на щатски долари и е изградена развита модерна инфраструктура. Всички международни полети се извършват със самолети Boeing 767, Boeing 757, A-310, U-85. Националната авиокомпания Uzbekistan Airways си сътрудничи с големи европейски компании Airbus Industry, американски компании Boeing, руското конструкторско бюро Илюшин, както и с немски и френски фирми в различни области.